# Els Amants

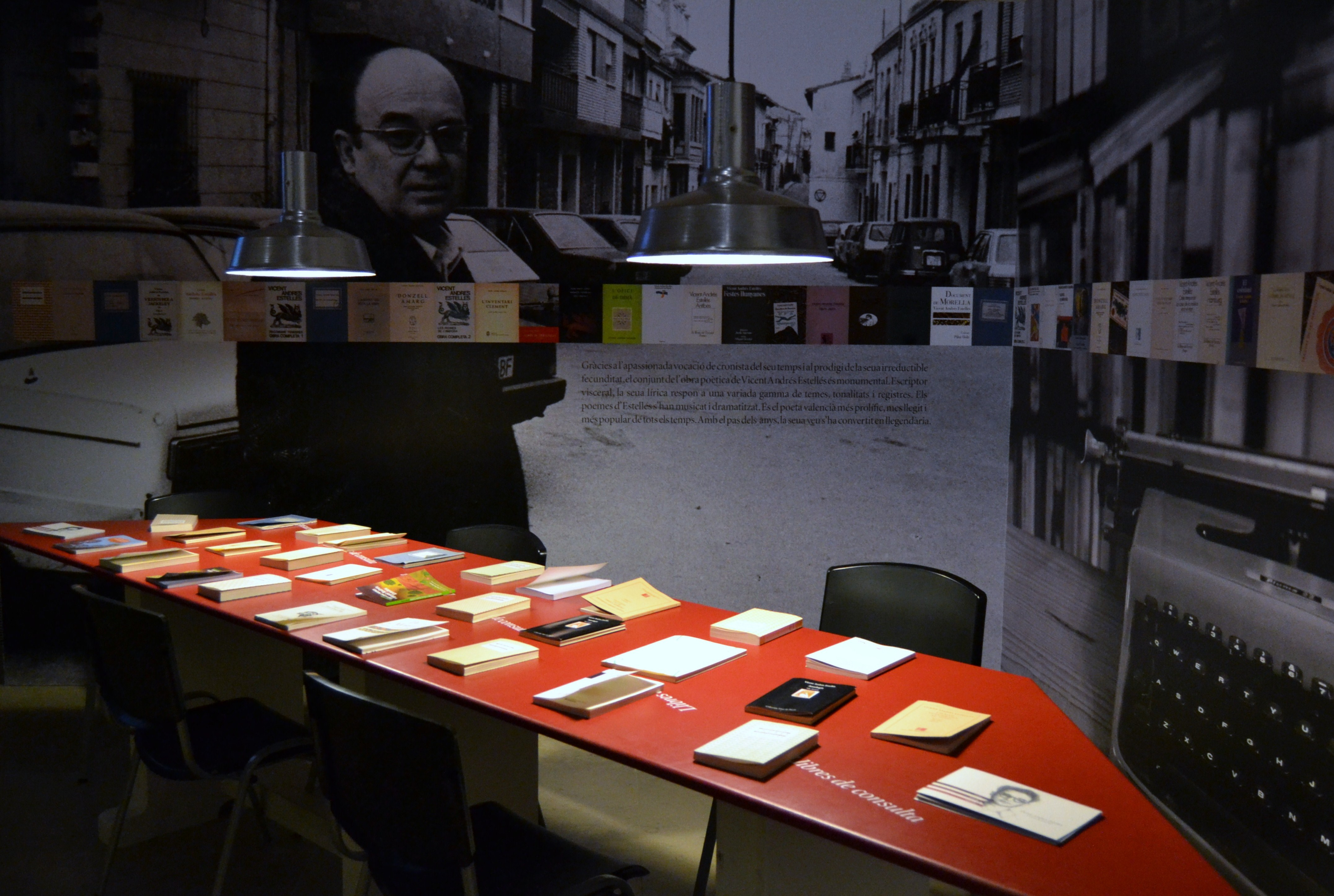
Exposición acerca de la vida y obra de Estellés en el Convento del Carmen, Valencia, 2013

Els amants es un poema del poeta valenciano Vicent Andrés Estellés. Este se encuentra recogido dentro de su "Llibre de meravelles", el cual se publicó en el año 1971.

## Temática[1]
El poema está ambientado en la ciudad de la Valencia. La temática principal de este poema es la pasión entre dos amantes que vivieron una gran historia de amor en un tiempo pasado. En este poema se recuerda cuánto se querían y el cariño que les queda tras el paso de los años. 
El amor que Vicent Andrés Estellés quiere mostrar no es un amor cortés sino el romance con una mujer casada. El autor muestra la pasión carnal, el deseo y la locura de dos amantes que no se esconden para mostrar su amor al mundo. 
La obra hace alusión a la ciudad de Valencia como marco espacial donde se ubica el poema.
La obra pertenece al movimiento estético Español del novecentismo.

## Estructura[2]
Se trata de un poema de versos de arte mayor de doce sílabas en dos hemistiquios de seis sílabas. Está formado por cinco estrofas: la primera y la segunda de cuatro versos, la tercera de dos, la cuarta de doce y la última de dos. Intercala versos femeninos y masculinos.
El autor utiliza diversas figuras retóricas como el hipérbaton, la antítesis, la metáfora y la comparación.